# 2012 en tennis
| Années du tennis : 2009 - 2010 - 2011 - 2012 - 2013 - 2014 - 2015    |
| Décennies du tennis : 1980 - 1990 - 2000 - 2010 - 2020 - 2030 - 2040 |

Cet article résume les faits marquants de l'année 2012 dans le monde du tennis.

## Faits marquants

### Juin
12 juin 2012 : victoire de Rafael Nadal au tournoi de Roland-Garros.